# Liste der denkmalgeschützten Objekte in Günselsdorf
Die Liste der denkmalgeschützten Objekte in Günselsdorf enthält die denkmalgeschützten, unbeweglichen Objekte der Gemeinde Günselsdorf im niederösterreichischen Bezirk Baden.

## Denkmäler
| Foto |                 | Denkmal                                                      | Standort                                        | Beschreibung | Metadaten |
| ---- | --------------- | ------------------------------------------------------------ | ----------------------------------------------- | --- | --- |
| ja   | Datei hochladen | Wohnhaus, ehem. Poststation HERIS-ID: 41051 Objekt-ID: 41417 | Wr. Neustädterstraße 1 Standort KG: Günselsdorf | Die ehemalige Poststation wurde 1786 erstmals urkundlich erwähnt. Als diese wurde sie in der zweiten Hälfte des 19. Jahrhunderts aufgelassen und stattdessen eine Spiritusbrennerei eingerichtet. Seit 1925 wird das Gebäude als Wohnhaus benützt. | BDA-Hist.: Q37997832 Status: Bescheid Stand der BDA-Liste: 2025-06-30 Name: Wohnhaus, ehem. Poststation GstNr.: 173                     |
| ja   | Datei hochladen | Portalanlage - Löwentor HERIS-ID: 59484 Objekt-ID: 70800     | Wr. Neustädterstraße 6 Standort KG: Günselsdorf | Das Löwentor wurde 1812 gegenüber der Poststation als Haupteingang zur Parkanlage des Schlosses Schönau errichtet. | BDA-Hist.: Q38087466 Status: Bescheid Stand der BDA-Liste: 2025-06-30 Name: Portalanlage - Löwentor GstNr.: 64 Löwentor Günselsdorf     |
| ja   | Datei hochladen | Kath. Pfarrkirche hl. Georg HERIS-ID: 49844 Objekt-ID: 54074 | Kirchenplatz 2, bei Standort KG: Günselsdorf    | Die schlichte Saalkirche mit westseitigem Turm wurde 1783 errichtet und ist dem heiligen Georg geweiht. | BDA-Hist.: Q38036468 Status: § 2a Stand der BDA-Liste: 2025-06-30 Name: Kath. Pfarrkirche hl. Georg GstNr.: 114 Pfarrkirche Günselsdorf |